# كاتي ميكسون
كاتي ميكسون (بالإنجليزية: Katy Mixon) هي ممثلة أمريكية، ولدت في 30 مارس 1981 في الولايات المتحدة.

## أعمال

### أفلام
- (2008) أربعة أعياد ميلاد[5]
- (2011) محرك غاضبون[6]
- (2015) المينيون[7][8]
- (2015) كارثة
- (2016) مهما كلف الأمر[9]

### مسلسلات
- اسمي إيرل
- ربة منزل أمريكية
- مايك ومولي

## وصلات خارجية
- كاتي ميكسون على موقع IMDb (الإنجليزية)
- كاتي ميكسون على موقع ألو سيني (الفرنسية)
- كاتي ميكسون على موقع ميوزك برينز (الإنجليزية)
- كاتي ميكسون على موقع أول موفي (الإنجليزية)
- كاتي ميكسون على موقع قاعدة بيانات الأفلام السويدية (السويدية)
- كاتي ميكسون على موقع إن إن دي بي (الإنجليزية)
- كاتي ميكسون على موقع قاعدة بيانات الفيلم (الإنجليزية)
- كاتي ميكسون على موقع كينوبويسك (الروسية)